# Victor Hugo e Castellar
Victor Hugo e Castellar foi uma poesia republicana e abolicionista escrita por Rodolfo Gustavo da Paixão em 1876, homenageando os escritores Victor Hugo e Emilio Castelar.